# Santō Kyōden

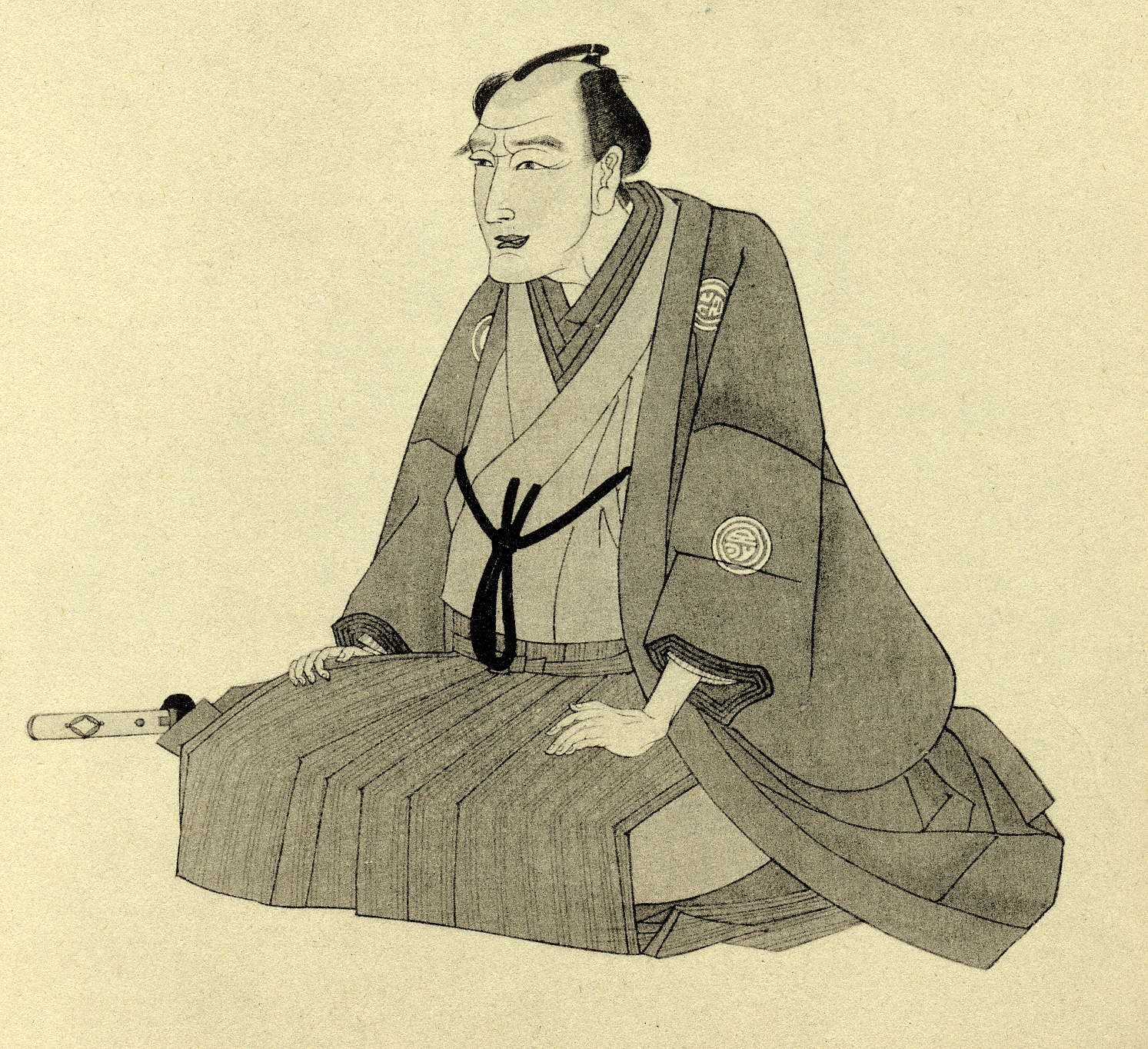
Santō Kyōden

Santō Kyōden (jap. 山東 京伝; eigentlich: 岩瀬 醒, Iwase Samuru; * 13. September 1761; † 27. Oktober 1816) war ein japanischer Schriftsteller und Ukiyo-e-Künstler.

## Leben
Unter dem Namen Kitao Masanobu (北尾 政寅), der sich von seiner Lehrstelle bei dem Maler Kitao Shigemasa (北尾 重政, 1739–1820) ableiten lässt, illustrierte er viele seiner eigenen literarischen Werke. Als Kyōya Denzō (京屋 伝蔵) war er ein erfolgreicher Geschäftsmann.
Zu Anfang seiner Karriere war Santō vor allem in den literarischen Genres kibyōshi und sharebon tätig. Er zählt damit zu einem Vertreter der frühbürgerlichen Literatur, die mit Ihara Saikaku einen ersten Höhepunkt erreichte. Weil seine oft komischen Werke sozialkritische und parodistische Züge aufwiesen, war er zu seiner Zeit zwar erfolgreich, auch in finanzieller Hinsicht, aber teils umstritten. 1791 verfasste er drei gut geschriebenen sharebon „Shōgi kinuburui“, „Nishiki no ura“ und „Shikake bunko“. Dafür bestrafte ihn die Regierung mit 50-tägigem, gefesseltem Hausarrest. Die Bücher wurden außerordentlich populär. Danach wandte er sich den weniger kontroversen romanhaften yomihon sowie geschichtlichen Werken zu.
Die Erzählung Fukushū kidan Asaka-numa („Merkwürdige Geschichte der Rache am Asaka-Teich“), ein yomihon aus dem Jahr 1803, handelt von Kohada Koheiji, der von seiner Frau und ihrem Liebhaber ermordet wird und nach seinem Tod als Geist zurückkehrt, um seine Mörder in einem von einem Moskitonetz umgebenen Bett zu verschrecken. Die Geschichte des Kohada Koheiji wurde ab 1808 durch das Kabuki-Theater aufgegriffen und dadurch populär. Hokusai fertigte eine Ukiyo-e-Darstellung von Kohada als Geist für seine Serie Hyaku monogatari (百物語) an.

## Werke (Auswahl)
- Edo umare uwaki no kabayaki (江戸生艶気蒲焼, Gerösteter Aal – vom galanten Treiben eines aus Edo Gebürtigen), kibyōshi, 1785
- Tsūgen Sōmagaki (通言総籬), sharebon, 1787
- Fukushū kidan Asaka-numa (復讐奇談安積沼), yomihon, 1803
- Udonge monogatari (優曇華物語), yomihon, 1804
- Sakurahime zenden akebonozōshi (桜姫全伝曙草子), yomihon, 1805
  - dt. Das Weib des Yoshiharu, Klemm/Seemann 1957, und Die Geschichte der schönen Sakurahime, Insel 1993.